# احمد مهران
 احمد مهران از سیاستمداران ایرانی بود، که در دوره نوزدهم بعنوان نماینده بروجرد در مجلس شورای ملی حضور داشت.